# Proshizonotus devannyi
Proshizonotus devannyi är en stekelart som först beskrevs av Girault 1937.  Proshizonotus devannyi ingår i släktet Proshizonotus och familjen puppglanssteklar. Inga underarter finns listade i Catalogue of Life.